# Ed Sprague, Sr.
Pour les articles homonymes, voir Ed Sprague.
Edward Nelson Sprague, Sr. (né le 16 septembre 1945 à Boston (Massachusetts) et mort le 10 janvier 2020 à Lodi (Californie)) est un lanceur droitier américain de baseball.

## Carrière
Père d'Ed Sprague, Jr., Ed Sprague, Sr. joue 8 saisons dans la Ligue majeure de baseball, principalement comme lanceur de relève, de 1968 à 1976.
Il joue pour les Athletics d'Oakland en 1968 et 1969, les Reds de Cincinnati de 1971 à 1973, brièvement pour les Cardinals de Saint-Louis en 1973, puis pour les Brewers de Milwaukee de 1973 à 1976. En 198 matchs au total dans le baseball majeur, sa moyenne de points mérités se chiffre à 3,84 en 408 manches lancées, avec 17 victoires, 23 défaites et 188 retraits sur des prises. De ses 23 matchs joués comme lanceur partant, trois sont des matchs complets. En relève, il réalise 9 sauvetages.
De 1980 à 1986, Ed Sprague est propriétaire des Ports de Stockton, une équipe des ligues mineures faisant partie de la California League et basée à Stockton (Californie). À la même époque, son épouse Michele est quant à elle propriétaire d'un autre club de la même ligue, les Dodgers de Lodi, à Lodi (Californie), qu'elle acquiert en 1981 et qu'elle vend en 1985,.